# أولافور ثور غونارسون
أولافور ثور غونارسون هو لاعب كرة قدم آيسلندي في مركز حراسة المرمى، ولد في 25 أكتوبر 1977 في آيسلندا. شارك مع منتخب آيسلندا لكرة القدم. أما مع النوادي، فقد لعب مع ابروتاباندلاج أكرانيس وفيمليكافيلاغ هافنارفيارذار ونادي فالور ونادي فيلكير.

## وصلات خارجية
- أولافور ثور غونارسون على موقع قاعدة بيانات كرة القدم.إي يو (الإنجليزية)
- أولافور ثور غونارسون على موقع ناشيونال فوتبول تيمز (الإنجليزية)
- أولافور ثور غونارسون على موقع Soccerway.com (الإنجليزية)